# Labastide-du-Vert
Labastide-du-Vert là một xã thuộc tỉnh Lot trong vùng Occitanie phía tây nam nước Pháp.